# 八戸市
八戸市（はちのへし）は、青森県東部にある市。県庁所在地である青森市に次ぐ県内第二の人口を有しており、南部地方の中心都市である。中核市に指定されており、青森市や県内人口3位の弘前市と共に、青森県主要3市の一角を構成する。1929年市制施行。

## 概要
八戸都市圏は約33万人の人口を擁する。三戸郡を包含する八戸圏域連携中枢都市圏に位置する、南部地方（青森県東部）の中心都市であり、商圏は青森県東部や岩手県北部を包摂する。2002年12月には東北新幹線が八戸駅まで延伸されている。八戸港は工業港、フェリー港、漁港を兼ねている。
八戸藩が置かれた城下町でもある。伝統芸能であるえんぶり（朳）および八戸三社大祭、騎馬打毬はいずれも国の重要無形民俗文化財に指定されている。伝統工芸品には八幡馬、八戸焼、南部姫毬などが、郷土料理には南部煎餅、八戸せんべい汁、いちご煮など、駅弁は「八戸小唄寿司」、特産品には市川いちご、糠塚きゅうりなどがある。お盆には「背中あて」を食べる慣習が根付いている。温泉・銭湯も歴史的に多く存在する。
スケート、アイスホッケーが盛んで、氷都八戸の異名を持つ。実業団体やジュニアチーム、女子チーム、素人アイスホッケーを含め加盟登録数は60チームを数える。
B-1グランプリ発祥の地でもある。
「八戸」の名称は、岩手県北・青森県南西部一帯に古くから存在している数に「戸」のつく地名がもととなっている。「戸」自体の由来は牧場の番号や駐屯地の番号など諸説ある。詳細は糠部郡参照。
なお、三八地域県民局が設置されていたが、各地域県民局は2025年（令和7年）3月31日で廃止された（本庁所管部ごとに各圏域に個別に各事務所〈地域連携事務所や県税事務所、環境管理事務所など〉を設置している）。

## 地理

八戸市中心部周辺の空中写真。2013年4月16日撮影の145枚を合成作成。
。

- 山:市民の森不習岳
- 河川:馬淵川、五戸川、奥入瀬川、新井田川
- 湖沼:青葉湖

## 歴史

### 古代
縄文時代の是川遺跡や風張遺跡がある。風張遺跡からは縄文時代後期の米粒が出土している。風張から出土した合掌土偶は国宝となっているほか、是川からも数々の工芸品が出土している。

### 中世
1191年（建久2年）、甲斐国の南部氏が北東北一帯を源頼朝から賜ったとされている。南部氏が実際に北東北に移ってきたのは南北朝時代である。1334年（建武元年）、南部師行が根城を築き、根城南部氏（遠野南部氏）の祖となった。根城南部氏は1627年（寛永4年）、三戸南部氏（後の盛岡南部氏）の命により遠野に居城を移した。

### 近世
転機となったのは江戸時代前期の1664年（寛文4年）である。南部重直が世継ぎを決めずに亡くなったため、盛岡藩は御家断絶の危機を迎えた。江戸幕府は盛岡藩10万石を八戸2万石と盛岡8万石に分け、八戸南部氏の祖となる南部直房により八戸城が築かれた。これが八戸藩の始まりである。八戸藩の領地と現在の八戸市の領域にはかなり違いがあり、現在の岩手県久慈市までが八戸藩だった。
八戸城は現在の三八城公園にあった（したがって八戸公園は城跡ではない）。城下町には三日町、十三日町など市の立つ日を名前とした街が並んでおり、現在も八戸市中心市街地となっている。

### 近代
1870年（明治2年）、天候不順が続き凶作。五穀の収穫は皆無となった。
1915年（大正4年）、鮫浦港修築工事が開始され、1929年（昭和4年）に商港に指定された。
1924年（大正13年）5月16日、大火があり1223戸が焼失。
1935年（昭和10年）6月8日、鮫町天女ヶ窪にあった飛行場で皇国飛行協会八戸支部主催の八戸防空飛行大会が開催。離陸中の飛行機（サムルソン乙型偵察機）が誤って観客者の中へ突っ込み死者3人、重傷1人を出す事故が起きた。

### 現代
八戸市には馬淵川と新井田川という比較的大きな河川が流れている。特に馬淵川は蛇行が激しく流量も多いため、水害の多い河川だった。特に河口部分で馬淵川が大きく曲がって新井田川と合流するような形で太平洋に注ぎ込んでいた。1937年（昭和12年）、馬淵川の改修工事（河口付近の直線化）が難航し、戦争のために中断された。1949年（昭和24年）に工事が軌道に乗り、新産業都市に指定された1961年（昭和36年）に完成した。これにより水害が減り、臨海地域を工業地帯として利用可能となった。
1947年（昭和22）8月10日、昭和天皇が館村役場、八戸魚市場、市内の工場、牧場、小学校などに行幸（昭和天皇の戦後巡幸）。また昭和天皇は、1977年（昭和52年）10月3日、第32回国民体育大会開催に合わせ市内を再訪。八戸市公民館、八戸市体育館などにも行幸した。
1961年（昭和36年）5月28日、台風4号接近に伴いフェーン現象が発生。こうした状況下で白銀町の住宅から出火した火災が延焼して4人が死亡、住宅や商店など707棟が全焼。
2011年（平成23年）3月11日の東北地方太平洋沖地震（東日本大震災）に伴う津波により臨海部は大きな被害を受けたものの、岩手県以南よりは比較的被害が少なかった。

### 沿革
- 1889年（明治22年）4月1日 - 町村制施行により、三戸郡八戸町が発足。
- 1901年（明治34年）7月1日 - 三戸郡長者村と八戸町（一次）が合併、八戸町（二次）が発足。
- 1929年（昭和04年）5月1日 - 三戸郡八戸町・小中野町・湊町・鮫村が合併、市制施行し八戸市が発足。この時点の人口は、5万1529人[20]。
- 1939年（昭和09年）5月1日 - 初代「八戸市民歌」を制定。
- 1942年（昭和17年）4月1日 - 三戸郡下長苗代村を編入。
- 1954年（昭和29年）12月1日 - 三戸郡是川村を編入。
- 1955年（昭和30年）4月1日 - 三戸郡館村、上長苗代村、市川村を編入。
- 1955年（昭和30年）10月20日 - 三戸郡豊崎村を編入。
- 1958年（昭和33年）9月10日 - 三戸郡大館村を編入。
- 1964年（昭和39年）9月14日 - 2代目「八戸市民の歌」を制定。
- 1999年（平成11年） - 市制70周年を記念し3代目市民歌「新・八戸市民の歌 〜新しい風〜」を制定。
- 2001年（平成13年）4月1日 - 特例市へ移行。
- 2005年（平成17年）3月31日 - 三戸郡南郷村を編入。地域自治区である南郷区を設置。[注釈 2] [注釈 3]
- 2017年（平成29年）1月1日 - 施行時特例市から中核市へ移行。

## 気候
八戸市は太平洋に面し、夏は偏東風（やませ）の影響で涼しい日が多い。冬は雪の多い日本海側に比べ降雪量が少ない。
| 八戸市湊町字館鼻（八戸特別地域気象観測所、標高27m）の気候 | 八戸市湊町字館鼻（八戸特別地域気象観測所、標高27m）の気候 | 八戸市湊町字館鼻（八戸特別地域気象観測所、標高27m）の気候 | 八戸市湊町字館鼻（八戸特別地域気象観測所、標高27m）の気候 | 八戸市湊町字館鼻（八戸特別地域気象観測所、標高27m）の気候 | 八戸市湊町字館鼻（八戸特別地域気象観測所、標高27m）の気候 | 八戸市湊町字館鼻（八戸特別地域気象観測所、標高27m）の気候 | 八戸市湊町字館鼻（八戸特別地域気象観測所、標高27m）の気候 | 八戸市湊町字館鼻（八戸特別地域気象観測所、標高27m）の気候 | 八戸市湊町字館鼻（八戸特別地域気象観測所、標高27m）の気候 | 八戸市湊町字館鼻（八戸特別地域気象観測所、標高27m）の気候 | 八戸市湊町字館鼻（八戸特別地域気象観測所、標高27m）の気候 | 八戸市湊町字館鼻（八戸特別地域気象観測所、標高27m）の気候 | 八戸市湊町字館鼻（八戸特別地域気象観測所、標高27m）の気候 |
| 月                                                        | 1月                                                       | 2月                                                       | 3月                                                       | 4月                                                       | 5月                                                       | 6月                                                       | 7月                                                       | 8月                                                       | 9月                                                       | 10月                                                      | 11月                                                      | 12月                                                      | 年                                                        |
| --------------------------------------------------------- | --------------------------------------------------------- | --------------------------------------------------------- | --------------------------------------------------------- | --------------------------------------------------------- | --------------------------------------------------------- | --------------------------------------------------------- | --------------------------------------------------------- | --------------------------------------------------------- | --------------------------------------------------------- | --------------------------------------------------------- | --------------------------------------------------------- | --------------------------------------------------------- | --------------------------------------------------------- |
| 最高気温記録 °C （°F）                                    | 15.0 (59)                                                 | 19.0 (66.2)                                               | 23.5 (74.3)                                               | 29.7 (85.5)                                               | 34.3 (93.7)                                               | 34.5 (94.1)                                               | 36.5 (97.7)                                               | 37.0 (98.6)                                               | 35.4 (95.7)                                               | 30.4 (86.7)                                               | 24.9 (76.8)                                               | 19.7 (67.5)                                               | 37.0 (98.6)                                               |
| 平均最高気温 °C （°F）                                    | 2.8 (37)                                                  | 3.6 (38.5)                                                | 7.6 (45.7)                                                | 13.8 (56.8)                                               | 18.7 (65.7)                                               | 21.1 (70)                                                 | 24.9 (76.8)                                               | 26.5 (79.7)                                               | 23.6 (74.5)                                               | 18.2 (64.8)                                               | 11.9 (53.4)                                               | 5.4 (41.7)                                                | 14.9 (58.8)                                               |
| 日平均気温 °C （°F）                                      | −0.7 (30.7)                                               | −0.2 (31.6)                                               | 3.1 (37.6)                                                | 8.6 (47.5)                                                | 13.5 (56.3)                                               | 16.7 (62.1)                                               | 20.7 (69.3)                                               | 22.6 (72.7)                                               | 19.4 (66.9)                                               | 13.5 (56.3)                                               | 7.3 (45.1)                                                | 1.7 (35.1)                                                | 10.5 (50.9)                                               |
| 平均最低気温 °C （°F）                                    | −3.9 (25)                                                 | −3.7 (25.3)                                               | −0.9 (30.4)                                               | 4.0 (39.2)                                                | 9.2 (48.6)                                                | 13.3 (55.9)                                               | 17.7 (63.9)                                               | 19.5 (67.1)                                               | 15.7 (60.3)                                               | 9.0 (48.2)                                                | 3.0 (37.4)                                                | −1.6 (29.1)                                               | 6.8 (44.2)                                                |
| 最低気温記録 °C （°F）                                    | −15.7 (3.7)                                               | −15.5 (4.1)                                               | −12.3 (9.9)                                               | −5.5 (22.1)                                               | −2.6 (27.3)                                               | 0.4 (32.7)                                                | 5.0 (41)                                                  | 9.4 (48.9)                                                | 4.8 (40.6)                                                | −2.6 (27.3)                                               | −6.3 (20.7)                                               | −13.4 (7.9)                                               | −15.7 (3.7)                                               |
| 降水量 mm （inch）                                        | 43.6 (1.717)                                              | 40.4 (1.591)                                              | 56.6 (2.228)                                              | 63.4 (2.496)                                              | 88.1 (3.469)                                              | 103.7 (4.083)                                             | 136.9 (5.39)                                              | 141.8 (5.583)                                             | 156.3 (6.154)                                             | 110.1 (4.335)                                             | 55.5 (2.185)                                              | 48.9 (1.925)                                              | 1,045.1 (41.146)                                          |
| 降雪量 cm （inch）                                        | 40 (15.7)                                                 | 42 (16.5)                                                 | 29 (11.4)                                                 | 2 (0.8)                                                   | 0 (0)                                                     | 0 (0)                                                     | 0 (0)                                                     | 0 (0)                                                     | 0 (0)                                                     | 0 (0)                                                     | 2 (0.8)                                                   | 22 (8.7)                                                  | 134 (52.8)                                                |
| 平均降水日数 （≥0.5 mm）                                  | 8.8                                                       | 8.3                                                       | 9.3                                                       | 9.7                                                       | 11.2                                                      | 10.1                                                      | 12.1                                                      | 11.9                                                      | 11.4                                                      | 10.1                                                      | 9.8                                                       | 8.4                                                       | 121.1                                                     |
| 平均降雪日数 （≥1cm）                                     | 10.4                                                      | 9.9                                                       | 5.9                                                       | 0.5                                                       | 0.0                                                       | 0.0                                                       | 0.0                                                       | 0.0                                                       | 0.0                                                       | 0.0                                                       | 0.7                                                       | 6.1                                                       | 33.3                                                      |
| % 湿度                                                    | 71                                                        | 70                                                        | 66                                                        | 65                                                        | 72                                                        | 81                                                        | 84                                                        | 82                                                        | 80                                                        | 75                                                        | 71                                                        | 71                                                        | 74                                                        |
| 平均月間日照時間                                          | 126.1                                                     | 130.9                                                     | 166.2                                                     | 186.9                                                     | 198.5                                                     | 168.2                                                     | 149.7                                                     | 159.5                                                     | 148.2                                                     | 155.7                                                     | 130.3                                                     | 124.1                                                     | 1,844.3                                                   |
| 出典：気象庁 (平均値：1991年-2020年、極値：1936年-現在)   |                                                           |                                                           |                                                           |                                                           |                                                           |                                                           |                                                           |                                                           |                                                           |                                                           |                                                           |                                                           |                                                           |

## 産業
1989年（平成元年）に「はちのへ共通商品券」が発行されている。朝市は、市民の買い物・飲食と観光客誘致の両方に貢献している。

### 工業
- 八戸港
- 東北電力八戸火力発電所（太陽光発電所を併設[25]）
- JXエルエヌジー・サービス八戸LNGターミナル（輸入基地）
- 三菱製紙八戸工場（同社の主力工場）
- 八戸セメント八戸工場（かつては八戸鉱山から鉄道によるセメント輸送も行っていたものの、現在はベルトコンベアを用いて地下化）
- 大平洋金属八戸本社（登記上の本店は東京）・製造所（同社の主力生産拠点）
- 高周波鋳造（日本高周波鋼業関連会社）
- 新菱八戸工場（三菱ケミカル子会社、旧日東化学工業八戸工場）
- 日東石膏ボード（三菱ケミカル関連会社、旧日東化学工業八戸工場）
- 片倉コープアグリ八戸工場（旧日東化学工業八戸工場）
- 合同酒精八戸工場（オエノンホールディングス子会社）
- 多摩川精機八戸事業所
- アルバックマテリアル、アルバック東北、アルバックテクノ（アルバックグループ）
- エプソンアトミックス（セイコーエプソン子会社）
- 天馬八戸工場
- 八戸製錬（三井金属鉱業子会社）
- 東京鐵鋼八戸工場
- 北日本造船
- 八戸鉱山（八戸キャニオン）
- 八戸北インター工業団地
- Yahoo! JAPAN八戸センター[26]
- つくばソフトウェアエンジニアリング青森事務所

#### 青森県指定伝統工芸品
八戸市内でも指定されている。
- 南部裂織
- 南部菱刺し
- 八戸焼
- 八幡馬[4]
- 南部姫鞠
- えんぶり烏帽子

### 農産

#### 特産品
- 市川いちご[28]
- 糠塚きゅうり[29]

#### 畜産
- プライフーズ（チアーズ）

### 水産
水揚げ数量は2021年度は全国12位の4万4472トンで、サバ1万0005トン、イカ7842トン、イワシ1万8966トンなどが主要な魚種となっている。水揚げ数量が5万トンを割るのは72年ぶりで、水産業再生の必要性が唱えられている。

#### 主な漁港
- 八戸漁港
- 白浜漁港
- 深久保漁港
- 種差漁港
- 大久喜漁港
- 金浜漁港

### 商業

#### 主な商業施設
- 八戸市中心市街地の百貨店とファッションビル
  - さくら野百貨店八戸店
  - ヴィアノヴァ
- ショッピングセンターと複合商業施設
  - ラピア（核店舗：長崎屋八戸店）
  - ピアドゥ（前核店舗：イトーヨーカドー八戸沼館店（2024年8月31日に閉店、2025年4月にイオンスタイル八戸沼館が開業）
  - シンフォニープラザ沼館（核店舗：ケーズデンキ八戸本店）
  - イオン八戸田向ショッピングセンター（核店舗：イオン八戸田向店[31]）
  - イオンタウン八戸城下（核店舗：イオンスタイル八戸城下〈2024年5月24日にマックスバリュ八戸城下店から変更〉[32]）
- スーパーマーケット
  - ユニバース（アークス傘下）
  - マエダ
  - よこまちストア
  - やまむら
  - やまはる
  - スーパーセンタートライアル
  - カブセンター
  - マックスバリュ八戸上組店
  - 八食センター
- ホームセンター
  - サンデー
  - DCM
- 書店
  - 伊吉書院（東北地方最古の書店）
  - カネイリ（金入、青森県黒石市が発祥）
  - ブックオフ[33]
  - 八戸ブックセンター（カネイリが後援する公営書店[34]）

このほか、アニメイト、未来屋書店、くまざわ書店、文教堂書店、川村商店、成田本店、木村書店、アリス書店などが単独出店している。最大規模の書店はVidawayが運営するTSUTAYA八戸ニュータウン店である。

### 金融機関

#### 銀行
- ゆうちょ銀行八戸店（仙台支店八戸出張所：八戸郵便局内に設置）[注釈 4]
- 青森みちのく銀行
- 秋田銀行
- 岩手銀行
- 東北銀行
- 北日本銀行
- 七十七銀行 八戸法人営業所

#### 政策金融機関
- 商工組合中央金庫（商工中金）八戸支店
- 日本政策金融公庫（旧国民生活金融公庫）八戸支店

#### 協同組織金融機関
- 青い森信用金庫 [注釈 5]
- 青森県信用組合八戸支店
- 東北労働金庫八戸支店

#### 証券会社
- 野村證券八戸支店
- SMBC日興証券八戸支店

##### ATMが主体の金融機関
- セブン銀行（青森銀行との提携、イトーヨーカドー八戸沼館店、市内のセブン-イレブン各店に設置）
- イオン銀行（みちのく銀行との提携、マックスバリュ八戸城下店、イオン八戸田向店、市内のミニストップ各店に設置）

##### かつて市内にあった金融機関
- 北海道銀行 - 1999年頃に同行仙台支店や青森銀行八戸支店に分割して統合・事業譲渡。
- 十和田信用金庫 - 2001年9月21日に同金庫下田支店へ統合・廃止して市内から支店を撤退。
- 八戸信用金庫
- あおもり信用金庫
- あすか信用組合

#### 生活協同組合
- 全労済八戸支所

### サービス
- ヴァンラーレ八戸

### 通信

#### マスメディア
- デーリー東北新聞社[注釈 6]
- 東奥日報八戸支社[注釈 7]
- 八戸テレビ放送（ケーブルテレビ局）
- Be FM（コミュニティ放送局、76.5MHz）
- NHK青森放送局八戸支局（総合テレビ：9ch、教育テレビ：7ch、ラジオ第1：999kHz、ラジオ第2：1377kHz、FM：81.8MHz）
- 青森放送（RAB）八戸支社（テレビ：11ch、ラジオ：1485kHz・92.7MHz[注釈 8]）

土曜夕方（16:00~16:50）と日曜午前（10:00~11:00）に同支社制作のラジオ番組が放送されている。
- 青森テレビ（ATV）八戸支社（33ch）
- 青森朝日放送（ABA）八戸支社（31ch）

かつては本社を八戸市に置いていたが、2006年7月1日付けで放送センター（演奏所）のある青森市に移し、同局は八戸支社になった。
- エフエム青森（AFB）八戸支局（78.4MHz）
- 岩手日報八戸支社[注釈 10]
- IBC岩手放送（IBC）八戸支社
- テレビ岩手（TVI）八戸支社
- 岩手めんこいテレビ（mit）八戸支社

IBC、TVI、mitは本来岩手県内のテレビ局であるが、岩手県北部の沿岸地方（久慈市）と内陸地方（二戸市）の双方に交通の便が良い八戸市に取材拠点としての支社を置いている。
また同市の大半の地域では、岩手県内のテレビ（TVI、IAT、IBC、mit、NHK盛岡放送局）の送信局の一つである二戸中継局から発射される電波により岩手県のテレビを越境受信する事が可能であり、特に青森県に存在していないフジテレビ系列の番組を最速で多く放送するmitの需要は同市でもかなり高いものとなっている。
また、mitは青森県南部地域（三八上北）を実質的な放送エリアであるとしてHPで明言しており、同テレビの緊急地震速報は岩手県内に出された場合や三八上北地域に出された場合に放送される。岩手県北の商圏が八戸にあるので、岩手県内でのテレビ・ラジオ等の気象情報では岩手県外の八戸地方の天気も紹介される例が多い。

## 行政

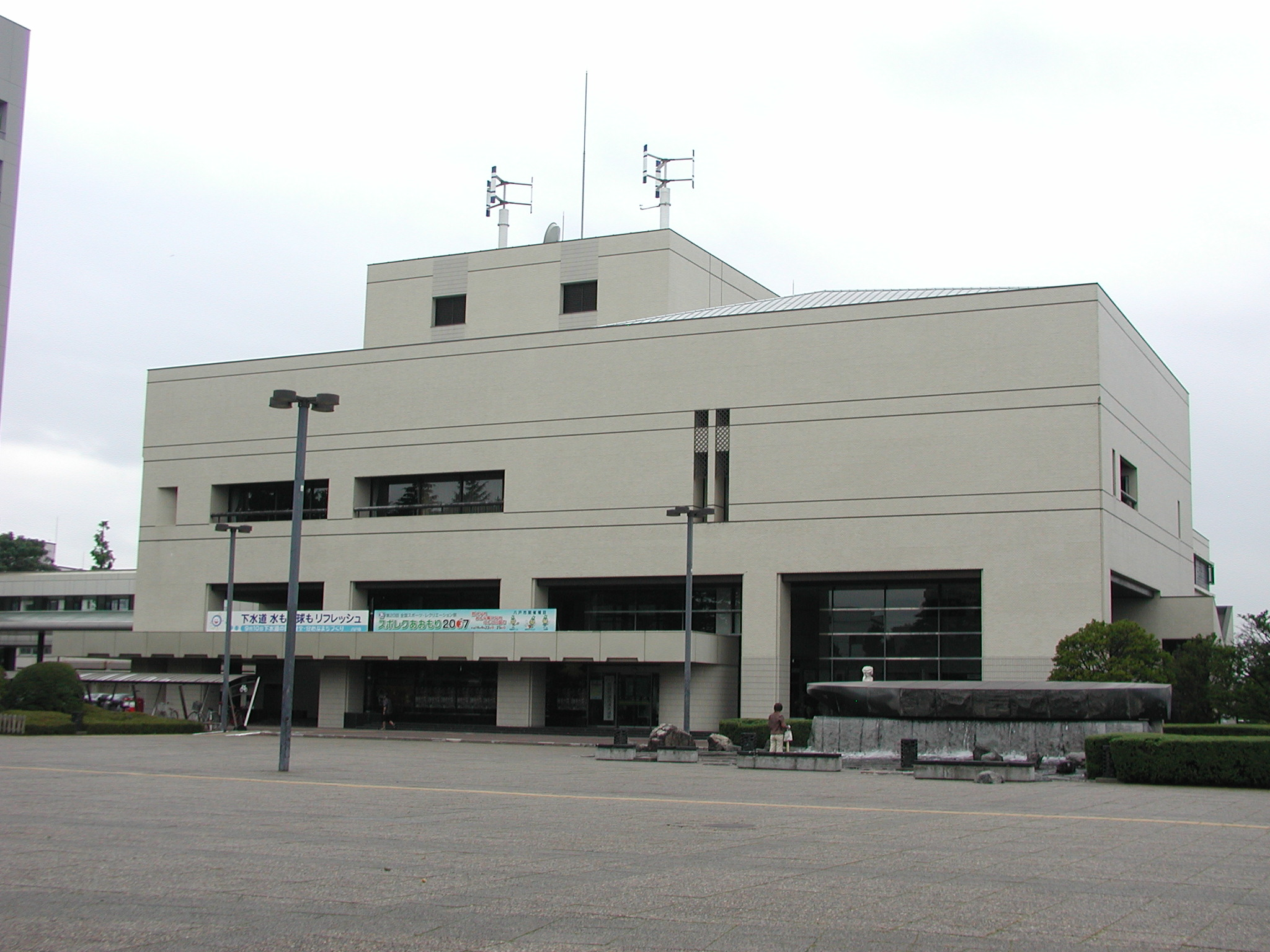
八戸市庁 本館（2007年7月）
（隣の「別館」が完成する前は「新館」と呼称していた。）

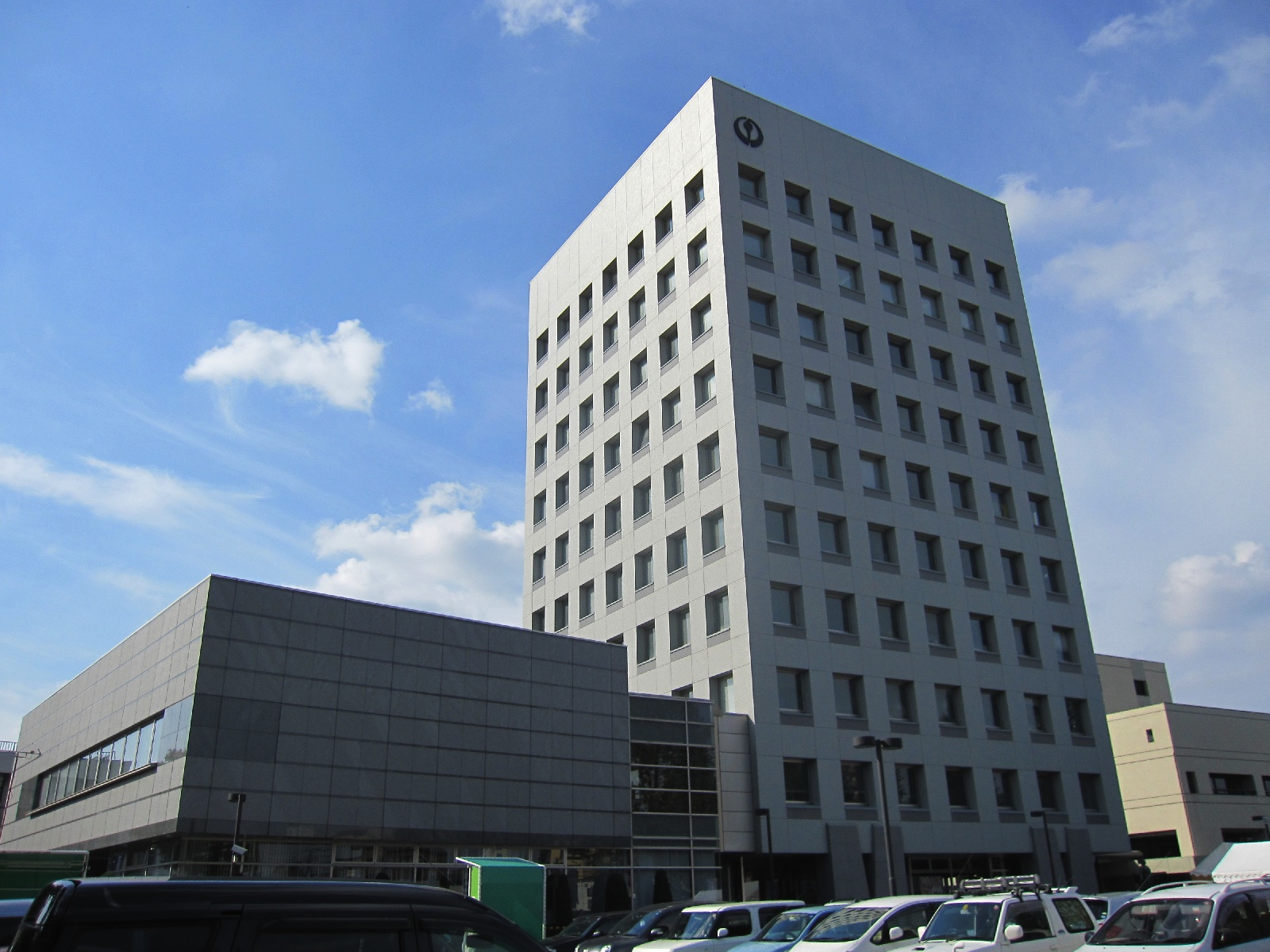
八戸市庁 別館（2011年10月）
1994年12月に発生した三陸はるか沖地震の際、当時同地にあった市庁「旧館」が壊滅的な被害を受け使用不能となったことから、それを教訓に免震構造によって建て替えられたものである。

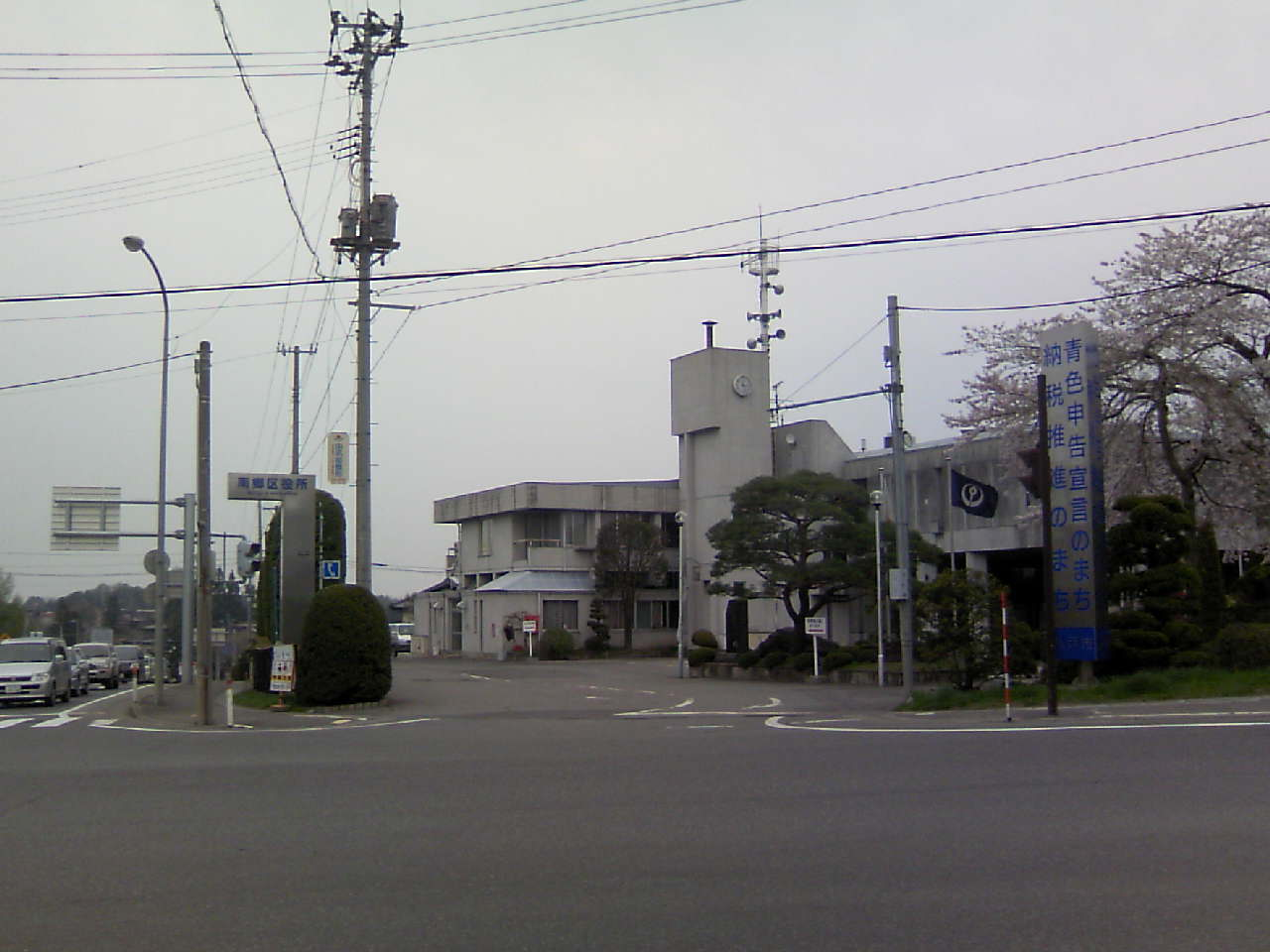
南郷事務所（2007年5月撮影）
かつての南郷村役場であり、2005年3月31日に市町村合併によって設置された地域自治区「南郷区」の南郷区役所を経て南郷事務所となった。

- 市長 : 熊谷雄一（2021年11月17日就任、1期目）

### 歴代市長
|              | 代           | 氏名       | 就任年月日                 | 退任年月日                 |
| ------------ | ------------ | ---------- | -------------------------- | -------------------------- |
| 市長職務管掌 | 市長職務管掌 | 西岡太郎   | 1929年（昭和4年）5月1日    | 1929年（昭和4年）9月21日   |
| 1            | 1            | 近藤喜衛   | 1929年（昭和4年）9月22日   | 1930年（昭和5年）5月19日   |
| 2            | 2            | 神田重雄   | 1930年（昭和5年）8月18日   | 1942年（昭和17年）8月17日  |
| 2            | 3            | 神田重雄   | 1930年（昭和5年）8月18日   | 1942年（昭和17年）8月17日  |
| 2            | 4            | 神田重雄   | 1930年（昭和5年）8月18日   | 1942年（昭和17年）8月17日  |
| 3            | 5            | 山内亮     | 1942年（昭和17年）10月1日  | 1946年（昭和21年）5月17日  |
| 4            | 6            | 夏堀悌二郎 | 1946年（昭和21年）7月20日  | 1951年（昭和26年）4月4日   |
| 4            | 7            | 夏堀悌二郎 | 1946年（昭和21年）7月20日  | 1951年（昭和26年）4月4日   |
| 5            | 8            | 村井倉松   | 1951年（昭和26年）4月25日  | 1953年（昭和28年）10月23日 |
| 6            | 9            | 岩岡徳兵衛 | 1953年（昭和28年）12月8日  | 1965年（昭和40年）11月16日 |
| 6            | 10           | 岩岡徳兵衛 | 1953年（昭和28年）12月8日  | 1965年（昭和40年）11月16日 |
| 6            | 11           | 岩岡徳兵衛 | 1953年（昭和28年）12月8日  | 1965年（昭和40年）11月16日 |
| 7            | 12           | 中村拓道   | 1965年（昭和40年）11月17日 | 1969年（昭和44年）11月16日 |
| 8            | 13           | 秋山皐二郎 | 1969年（昭和44年）11月16日 | 1989年（平成元年）11月16日 |
| 8            | 14           | 秋山皐二郎 | 1969年（昭和44年）11月16日 | 1989年（平成元年）11月16日 |
| 8            | 15           | 秋山皐二郎 | 1969年（昭和44年）11月16日 | 1989年（平成元年）11月16日 |
| 8            | 16           | 秋山皐二郎 | 1969年（昭和44年）11月16日 | 1989年（平成元年）11月16日 |
| 8            | 17           | 秋山皐二郎 | 1969年（昭和44年）11月16日 | 1989年（平成元年）11月16日 |
| 9            | 18           | 中里信男   | 1989年（平成元年）11月17日 | 2001年（平成13年）11月16日 |
| 9            | 19           | 中里信男   | 1989年（平成元年）11月17日 | 2001年（平成13年）11月16日 |
| 9            | 20           | 中里信男   | 1989年（平成元年）11月17日 | 2001年（平成13年）11月16日 |
| 10           | 21           | 中村寿文   | 2001年（平成13年）11月17日 | 2005年（平成17年）11月16日 |
| 11           | 22           | 小林眞     | 2005年（平成17年）11月17日 | 2021年（令和3年）11月16日  |
| 11           | 23           | 小林眞     | 2005年（平成17年）11月17日 | 2021年（令和3年）11月16日  |
| 11           | 24           | 小林眞     | 2005年（平成17年）11月17日 | 2021年（令和3年）11月16日  |
| 11           | 25           | 小林眞     | 2005年（平成17年）11月17日 | 2021年（令和3年）11月16日  |
| 12           | 26           | 熊谷雄一   | 2021年11月17日             | 現職                       |

- 1929年5月1日の市制施行時から市長選任選挙で近藤喜衛が市長に選出され、市長に就任するまでは、市長職務管掌（現在の職務代行者相当）として青森県庁から西岡太郎が派遣された[36]。

### 庁舎
- 青森県合同庁舎
- 八戸市庁（本館・別館）
- 八戸市南郷事務所（旧南郷村役場、旧八戸市南郷区役所）
- 八戸市民サービスセンター（市川・大館・是川・下長・館・豊崎・八戸駅・南浜・白銀・島守、八戸駅の前身は上長）

### 環境への取組
- 第6回持続可能な地域社会をつくる日本の環境首都コンテストに参加。

## 議会

### 青森県議会
- 選挙区：八戸市選挙区
- 定数：8名

| 氏名       | 会派名     | 当選回数 | 備考         |
| ---------- | ---------- | -------- | ------------ |
| 田名部定男 | 民主連合   | 8        | 元市議会議員 |
| 清水悦郎   | 自由民主党 | 7        | 元市議会議員 |
| 山田知     | 自由民主党 | 6        | 元市議会議員 |
| 大崎光明   | 自由民主党 | 2        |              |
| 高畑紀子   | 新政未来   | 1        | 立憲民主党   |
| 夏坂修     | 公明党     | 1        | 元市議会議員 |
| 工藤悠平   | 自由民主党 | 1        | 元市議会議員 |
| 田端深雪   | 日本共産党 | 1        |              |

### 衆議院
- 選挙区：青森2区（八戸市、十和田市、三沢市、上北郡〈七戸町、六戸町、東北町、おいらせ町〉、三戸郡）
- 任期：2021年10月31日 - 2025年10月30日
- 投票日：2021年10月31日
- 当日有権者数：389,510人
- 投票率：53.56％

| 当落 | 候補者名 | 年齢 | 所属党派   | 新旧別 | 得票数    | 重複 |
| ---- | -------- | ---- | ---------- | ------ | --------- | ---- |
| 当   | 神田潤一 | 51   | 自由民主党 | 新     | 126,137票 | ○    |
|      | 高畑紀子 | 58   | 立憲民主党 | 新     | 65,909票  | ○    |
|      | 田端深雪 | 64   | 日本共産党 | 新     | 12,966票  |      |

## 提携

### 海外
- アメリカ合衆国ワシントン州フェデラルウェイ市
  - 1993年（平成5年）8月1日締結し姉妹都市となる
- アメリカ合衆国ワシントン州タコマ港
  - 1995年八戸港とタコマ港の間で「経済貿易協定」締結し姉妹港となる
- フィリピンマニラ港
  - 2000年八戸港とマニラ港の間で締結し姉妹港となる
- 中華人民共和国甘粛省蘭州市
  - 1998年（平成10年）4月14日締結し友好都市となる

## 人口
2015年（平成27年）国勢調査の人口増減を見ると、2.68％減の231,257人であり、増減率は県下40市町村中4位。
| |                                        |  |
| 八戸市と全国の年齢別人口分布（2005年） | 八戸市の年齢・男女別人口分布（2005年） |  |
| ■紫色 ― 八戸市 ■緑色 ― 日本全国 | ■青色 ― 男性 ■赤色 ― 女性              |  |
| 八戸市（に相当する地域）の人口の推移 \| 1970年（昭和45年） \| 216,955人 \| \| \| 1975年（昭和50年） \| 231,945人 \| \| \| 1980年（昭和55年） \| 245,617人 \| \| \| 1985年（昭和60年） \| 248,691人 \| \| \| 1990年（平成2年） \| 247,983人 \| \| \| 1995年（平成7年） \| 249,358人 \| \| \| 2000年（平成12年） \| 248,608人 \| \| \| 2005年（平成17年） \| 244,700人 \| \| \| 2010年（平成22年） \| 237,615人 \| \| \| 2015年（平成27年） \| 231,257人 \| \| \| 2020年（令和2年） \| 223,415人 \| \| |                                        |  |
| 総務省統計局 国勢調査より |                                        |  |
| 1970年（昭和45年） | 216,955人                              |  |
| 1975年（昭和50年） | 231,945人                              |  |
| 1980年（昭和55年） | 245,617人                              |  |
| 1985年（昭和60年） | 248,691人                              |  |
| 1990年（平成2年） | 247,983人                              |  |
| 1995年（平成7年） | 249,358人                              |  |
| 2000年（平成12年） | 248,608人                              |  |
| 2005年（平成17年） | 244,700人                              |  |
| 2010年（平成22年） | 237,615人                              |  |
| 2015年（平成27年） | 231,257人                              |  |
| 2020年（令和2年） | 223,415人                              |  |

### 人口動態概要
2024年現在約21万人となっており人口減少が続いている。八戸市の人口推移を見ていくと1950年（昭和25年）では人口14万人程度に過ぎなかったが急速な発展を遂げ、1980年には24万人に到達し、30年間で10万人の人口増加を果たした。八戸市の人口は1950年代は年間4000人、1960年代は3500人、1970年代は3000人の大幅な人口増加が続いていたが、1980年代に入ると産業構造の変化もあり人口移動は社会減少に転じた。それにより1980年以降から2000年頃までは24万人台で頭打ちとなった。2000年以降は自然動態の減少もあり人口減少傾向が年々強まっている。なお八戸市内でも旧八戸市の人口は1997年頃まで人口増加を続けていたが、旧南郷村地域は1955年（昭和30年）頃から長期間に渡って人口減少が続いている。
| 実施年 | 八戸市人口(人) | 旧八戸市人口(人) | 旧南郷村人口(人) | 八戸市増加数(人) | 旧八戸市増加数(人) | 旧南郷村増加数(人) | 八戸市増加率(%) | 旧八戸市増加率(%) | 旧南郷村増加率(%) | 国内増加率(%) |
| ------ | -------------- | ---------------- | ---------------- | ---------------- | ------------------ | ------------------ | --------------- | ----------------- | ----------------- | ------------- |
| 1950年 | 143,489        | 133,263          | 10,226           | -                | -                  | -                  | -               | -                 | -                 | -             |
| 1955年 | 160,412        | 149,938          | 10,474           | 16,923           | 16,675             | 248                | 11.8            | 12.5              | 2.4               | 7.3           |
| 1960年 | 184,680        | 174,348          | 10,332           | 24,268           | 24,410             | 142                | 15.1            | 16.3              | 1.4               | 4.6           |
| 1965年 | 198,602        | 189,387          | 9,215            | 13,922           | 15,039             | 1,117              | 7.5             | 8.6               | 10.8              | 5.2           |
| 1970年 | 216,955        | 208,801          | 8,154            | 18,353           | 19,414             | 1,061              | 9.2             | 10.3              | 11.5              | 5.5           |
| 1975年 | 231,945        | 224,366          | 7,579            | 14,990           | 15,565             | 575                | 6.9             | 7.5               | 7.1               | 7.9           |
| 1980年 | 245,617        | 238,179          | 7,438            | 13,672           | 13,813             | 141                | 5.9             | 6.2               | 1.9               | 4.6           |
| 1985年 | 248,691        | 241,430          | 7,261            | 3,074            | 3,251              | 177                | 1.4             | 1.4               | 2.4               | 3.4           |
| 1990年 | 247,983        | 241,057          | 6,926            | 708              | 373                | 335                | 0.3             | 0.2               | 4.6               | 2.1           |
| 1995年 | 249,358        | 242,654          | 6,704            | 1,375            | 1,597              | 222                | 0.6             | 0.7               | 3.2               | 1.6           |
| 2000年 | 248,608        | 241,920          | 6,688            | 750              | 734                | 16                 | 0.3             | 0.3               | 0.2               | 1.1           |
| 2005年 | 244,700        | 238,428          | 6,272            | 3,908            | 3,492              | 416                | 1.6             | 1.4               | 6.2               | 0.7           |
| 2010年 | 237,615        | 231,737          | 5,878            | 7,085            | 6,691              | 394                | 2.9             | 2.8               | 6.3               | 0.2           |
| 2015年 | 231,257        | 225,926          | 5,331            | 6,358            | 5,811              | 547                | 2.7             | 2.5               | 9.3               | 0.8           |
| 2020年 | 223,415        | 218,718          | 4,697            | 7,842            | 7,208              | 634                | 3.4             | 3.2               | 11.9              | 0.8           |

## 教育

### 大学・短期大学
私立（五十音順）
- 八戸工業大学
- 八戸学院大学
- 八戸学院大学短期大学部

### 高等専門学校
国立・独立行政法人
- 八戸工業高等専門学校

### 高等学校
県立（五十音順）
- 八戸北高等学校
- 八戸工業高等学校
- 八戸高等学校
- 八戸商業高等学校
- 八戸水産高等学校
- 八戸中央高等学校
- 八戸西高等学校
- 八戸東高等学校
- 北斗高等学校八戸分室

※：以下は廃校。
- 八戸北高等学校南郷校舎（2017年・八戸北高等学校に統合）
- 八戸南高等学校（2013年・八戸北高等学校に統合）

私立（五十音順）
- 向陵高等学校
- 星槎国際高等学校八戸キャンパス八戸あおば高等学院
- 仙台育英学園高等学校ILC青森
- 千葉学園高等学校
- 八戸学院光星高等学校
- 八戸工業大学第一高等学校
- 八戸工業大学第二高等学校
- 八戸聖ウルスラ学院高等学校

※：私立高校の数が同規模の他都市より多い。これは生徒の増加に対応して私立高校が早期に開校したことにより受け皿となったためである。同時期に公立高校でも共学化や普通高校の新設が図られた。

### 中学校
市立（五十音順）
- 市川中学校
- 大館中学校
- 江陽中学校
- 小中野中学校
- 是川中学校
- 鮫中学校
- 三条中学校

- 島守中学校
- 下長中学校
- 白銀中学校
- 白銀南中学校
- 第一中学校
- 第三中学校
- 第二中学校

- 長者中学校
- 豊崎中学校
- 中沢中学校
- 根城中学校
- 白山台中学校
- 東中学校
- 北稜中学校

- 湊中学校
- 南浜中学校
- 明治中学校

※：以下は廃校。
- 美保野中学校（2013年・東中学校に統合）

八戸市・階上町学校組合立
※：以下は廃校。
- 田代中学校（2017年・島守中学校に統合）

私立
- 八戸工業大学第二高等学校附属中学校
- 八戸聖ウルスラ学院中学校

### 小学校
市立（五十音順）
- 旭ヶ丘小学校
- 大久喜小学校
- 柏崎小学校
- 金浜小学校
- 桔梗野小学校
- 江南小学校
- 江陽小学校
- 小中野小学校
- 是川小学校
- 鮫小学校
- 三条小学校
- 島守小学校
- 下長小学校

- 城北小学校
- 白銀小学校
- 白銀南小学校
- 城下小学校
- 青潮小学校
- 多賀小学校
- 多賀台小学校
- 高館小学校
- 種差小学校
- 田面木小学校
- 長者小学校
- 轟木小学校
- 図南小学校

- 豊崎小学校
- 中居林小学校
- 南郷小学校
- 新井田小学校
- 西園小学校
- 西白山台小学校
- 根岸小学校
- 根城小学校
- 白鴎小学校
- 白山台小学校
- 八戸小学校
- 日計ヶ丘小学校
- 吹上小学校

- 町畑小学校
- 湊小学校
- 明治小学校

※：以下は廃校。
- 根城小学校笹子分校（1981年・図南小学校に統合）
- 市野沢小学校（2016年・南郷小学校を統合新設）
- 中野小学校（同上）
- 鳩田小学校（同上）
- 是川東小学校（2015年、是川小学校に統合）
- 番屋小学校（2011年、図南小学校に統合）
- 松館小学校（2015年、新井田小学校に統合）
- 美保野小学校（2020年、町畑小学校に統合）

八戸市・階上町学校組合立
※：以下は廃校。
- 田代小学校（2017年、島守小学校に統合）
- 田代小学校古里分校（2002年、松館小学校に統合）

### 特別支援学校
県立（五十音順）
- 八戸第一養護学校
- 八戸第二養護学校
- 八戸盲学校
- 八戸高等支援学校 [注釈 12]

### 学校教育以外の施設

#### 職業訓練施設
- 八戸工科学院（職業能力開発校）
- 八戸職業能力開発校（認定職業訓練による職業能力開発校）
- 八戸調理共同高等職業訓練校（認定職業訓練による職業能力開発校）

## 施設

### 警察
- 青森県警察
  - 八戸警察署

### 消防
- 八戸地域広域市町村圏事務組合消防本部
  - 八戸消防署
  - 八戸東消防署

### 医療
- 八戸市立市民病院
- 八戸赤十字病院
- 青森労災病院
- 国立八戸病院
- メディカルコート八戸西病院
- 八戸西健診プラザ
- 八戸市休日夜間急病診療所
- 保健所
  - 八戸市保健所
  - 三戸地方保健所
- 保健センター
  - 八戸市総合保健センター

### 郵便

#### 直営郵便局
- 八戸郵便局〔集配局〕（84006）
- 八戸西郵便局〔集配局〕（84060）
- 南郷郵便局〔集配局〕（84087）
- 八戸鮫郵便局（84053）
- 八戸小中野郵便局（84074）
- 八戸常泉下郵便局（84110）
- 島守郵便局（84129）
- 豊崎郵便局（84144）
- 八戸中央通郵便局（84158）
- 八戸新井田郵便局（84160）
- 館郵便局（84163）
- 八戸湊郵便局（84165）
- 八戸荒町郵便局（84185）
- 市川郵便局（84197）
- 本八戸駅内郵便局（84198）
- 八戸白銀郵便局（84200）
- 種差郵便局（84209）
- 是川郵便局（84218）

- 桔梗野郵便局（84210）
- 八戸吹揚郵便局（84224）
- 八戸江陽郵便局（84237）
- 八戸根城郵便局（84244）
- 八戸大町郵便局（84246）
- 日計郵便局（84251）
- 八戸旭ヶ丘郵便局（84255）
- 八戸大杉平郵便局（24259）
- 多賀台郵便局（84262）
- 八戸白銀台郵便局（84263）
- 八戸類家郵便局（84267）
- 八戸中居林郵便局（84269）
- 八戸河原木郵便局（84272）
- 八戸湊台郵便局（84278）
- 八戸田面木郵便局（84282）
- 八戸湊高台郵便局（84284）
- 八戸ニュータウン郵便局（84287）
- 八戸駅前郵便局（84288）

#### 簡易郵便局
- 高岩簡易郵便局（84707）
- 八戸下長簡易郵便局（84733）
- 三條簡易郵便局（84782）
- 東前田簡易郵便局（84784）
- 八戸卸センター郵便局（84795）

### 文化施設

#### ホール
- 八戸市公会堂
- 八戸市公会堂文化ホール（旧八戸市公民館）
- 八戸市南郷文化ホール

#### 図書館
- 八戸市立図書館（現有日本最古の公営図書館）
- 八戸市立南郷図書館
- 八戸市図書情報センター

### 社会教育施設
- 青森県立種差少年自然の家

### その他

#### 霊園
市営
- 東霊園
- 西霊園
- 南郷中央霊園

## 交通

### 鉄道
- 中心となる駅：八戸駅、本八戸駅

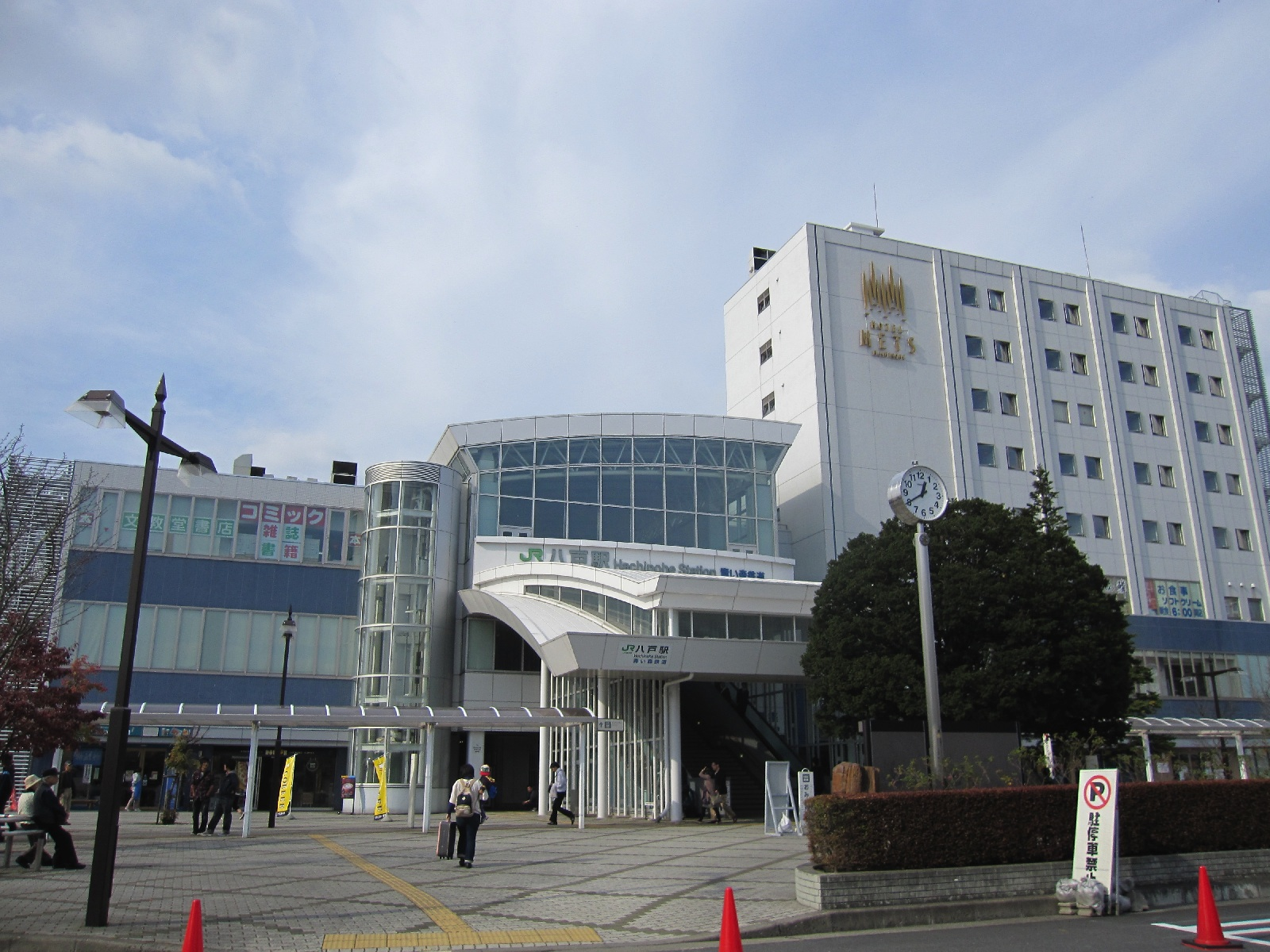
八戸駅

※：八戸市庁の最寄り駅は本八戸駅であるものの、『JTB時刻表』では八戸駅が中心駅として記載されており、いずれも八戸市中心市街地までは距離がある。八戸駅と市中心街は路線バスが10分間隔程度で結んでいる。
- 東日本旅客鉄道
  - 東北新幹線：八戸駅
  - 八戸線：八戸駅 - 長苗代駅 - 本八戸駅 - 小中野駅 - 陸奥湊駅 - 白銀駅 - 鮫駅 - プレイピア白浜駅（臨時駅を経て廃駅） - 陸奥白浜駅 - 種差海岸駅 - 大久喜駅 - 金浜駅
- 青い森鉄道
  - 青い森鉄道線：北高岩駅 - 八戸駅 - 陸奥市川駅
- 八戸臨海鉄道
  - 八戸臨海鉄道線：八戸駅 - 北沼駅

#### かつて存在した鉄道
- 南部鉄道：尻内駅（現：八戸駅） - 張田駅 - 正法寺駅 - 七崎駅 - 豊崎駅 - （終点は五戸駅）

### バス

#### 路線バス
- 八戸市交通部
  - 八戸市内各路線
  - ワンコインバス・いさば号
  - ワンコインバス・うみねこ号
- 南部バス（岩手県北自動車南部支社[注釈 13]）
  - 八戸市内各路線
  - 八食100円バス
  - 八食200円以下バス
  - 八戸 - 三戸
  - 八戸 - 五戸
  - 八戸 - 軽米
  - 八戸 - 大野
- 十和田観光電鉄
  - 十和田 - 八戸線
  - 八戸 - 三沢空港線
- JRバス東北
  - おいらせ号：八戸駅（西口） - 十和田湖

※：2009年3月に市が策定した「八戸市地域公共交通総合連携計画」により、同市内を運行する八戸市交通部（八戸市営バス）、南部バス（当時）、十和田観光電鉄（十鉄バス）共通の系統番号表示がなされた。2009年に詳細が決定し、地図『バスマップはちのへ』が発行された。さらに、2010年4月1日のダイヤ改正時よりバスの方向幕への表示が開始された。2022年2月26日より Suicaと相互利用の地域連携ICカード「ハチカ」を導入。すでに交通系ICカードを導入していたJRバス東北や東北新幹線に加え、市営バス・南部バスでも交通系ICカードが使えるようになった。ただし、在来線の八戸線・青い森鉄道線では使えないため注意が必要。なお、同市内を運行する十和田観光電鉄の路線バスでも利用可能だが、ハチカの交通ポイントや定期券の対象外となる。
- 南部バス[注釈 13]
- 南郷コミュニティ交通
- 笹ノ沢－八戸駅間「ささバス」実証運行[39]

#### 高速バス
- 十和田観光電鉄・国際興業バス
  - シリウス号（七戸十和田駅 - 八戸ラピアBT - 池袋駅東口・東京駅八重洲南口）
- 南部バス[注釈 13]・十和田観光電鉄・ジェイアールバス東北
  - うみねこ号（八戸ラピアBT - 仙台駅東口）
- 岩手県北バス・南部バス[注釈 13]
  - 八盛号（八戸フェリーターミナル - 八戸ラピアBT - 軽米 -  九戸 - 浄法寺 - 盛岡駅西口 - 盛岡バスセンター）
- 南部バス[注釈 13]
  - 軽米高速線（八戸駅 - 軽米病院）

#### 関連施設
- 八戸中心街ターミナル
- 八戸中心街ターミナルモビリティセンター

### 道路

#### 高速道路

##### 高速自動車国道
- E4A 八戸自動車道（国道環状線）
  - （岩手県九戸郡軽米町） - (5) 南郷IC - （三戸郡南部町） - (5-1) 八戸JCT - （八戸東JCT） - (6) 八戸IC
  - (5-1) 八戸JCT - (5-2) 八戸西SIC - (7) 八戸北IC

##### 高規格幹線道路（一般国道自動車専用道路）
- E45 三陸沿岸道路 （八戸久慈自動車道）（国道環状線）
  - (5-1) 八戸JCT - （八戸東JCT） -  (75) 八戸是川IC - (74) 八戸南IC - （三戸郡階上町）

##### 高速自動車国道に並行する一般国道自動車専用道路
- E4A 一般国道45号 百石道路（三環状線から分岐）
  - (7) 八戸北IC - （上北郡おいらせ町）

#### 一般国道
- 国道45号（八戸バイパス）
- 国道104号
- 国道340号
- 国道454号

#### 県道

##### 主要地方道
- 青森県道1号八戸階上線
- 青森県道8号八戸野辺地線
- 青森県道・岩手県道11号八戸大野線
- 青森県道15号橋向五戸線
- 青森県道19号八戸百石線

- 青森県道20号八戸三沢線
- 青森県道23号本八戸停車場線
- 青森県道29号八戸環状線（県道環状線）
- 岩手県道・青森県道33号軽米名川線
- 青森県道42号名川階上線

##### 一般県道
- 青森県道134号櫛引上名久井三戸線
- 青森県道138号島守八戸線
- 青森県道139号差波新井田線
- 青森県道141号市川下田停車場線

- 青森県道167号陸奥市川停車場線
- 青森県道221号鳥屋部十日市線
- 青森県道225号中野北高岩停車場線
- 青森県道251号妙売市線

#### 市道
- 八戸市道白銀沼館環状線（市道環状線）
- 八戸市道上組町湊線
- 八戸市道沼館三日町線
- 八戸市道大久喜港線
- 八戸市道厳島線
- 八戸市道南海岸五号線
- 八戸市道沢金浜線
- 八戸市道西金浜二号線
- 八戸市道大久喜線
- 八戸市道階上道線
- 八戸市道二号白浜道線
- 八戸市道白銀金吹沢道線
- 八戸市道白銀鮫線

- 八戸市道島守根子久保線
- 八戸市道十文字沢代線
- 八戸市道沢代西山線
- 八戸市道境ノ沢刈又線
- 八戸市道相畑古里線
- 八戸市道不習長代線
- 八戸市道不習楜桃沢線
- 八戸市道崎ノ木沢水吉線
- 八戸市道不習山田線
- 八戸市道島守根子久保線
  - ほか

### 船舶

#### 港湾
- 八戸港：重要港湾

#### 航路
- 川崎近海汽船（シルバーフェリー）
  - 八戸 - 苫小牧航路：八戸港 - 苫小牧港

#### 海上保安部
- 八戸海上保安部（第二管区海上保安本部管轄）

### 空港
- 三沢空港（三沢市）
  - 日本航空（JAL）
    - 東京（羽田空港）[注釈 14]
    - 大阪（伊丹空港）[注釈 15]
    - 札幌（丘珠空港）[注釈 16]

1965年から1975年までは三沢空港での民間機共用が米軍の保安上の理由に伴い、中止されていたことから海上自衛隊八戸航空基地が代替していた。

## 名所・旧跡・観光

### 史跡

#### 考古

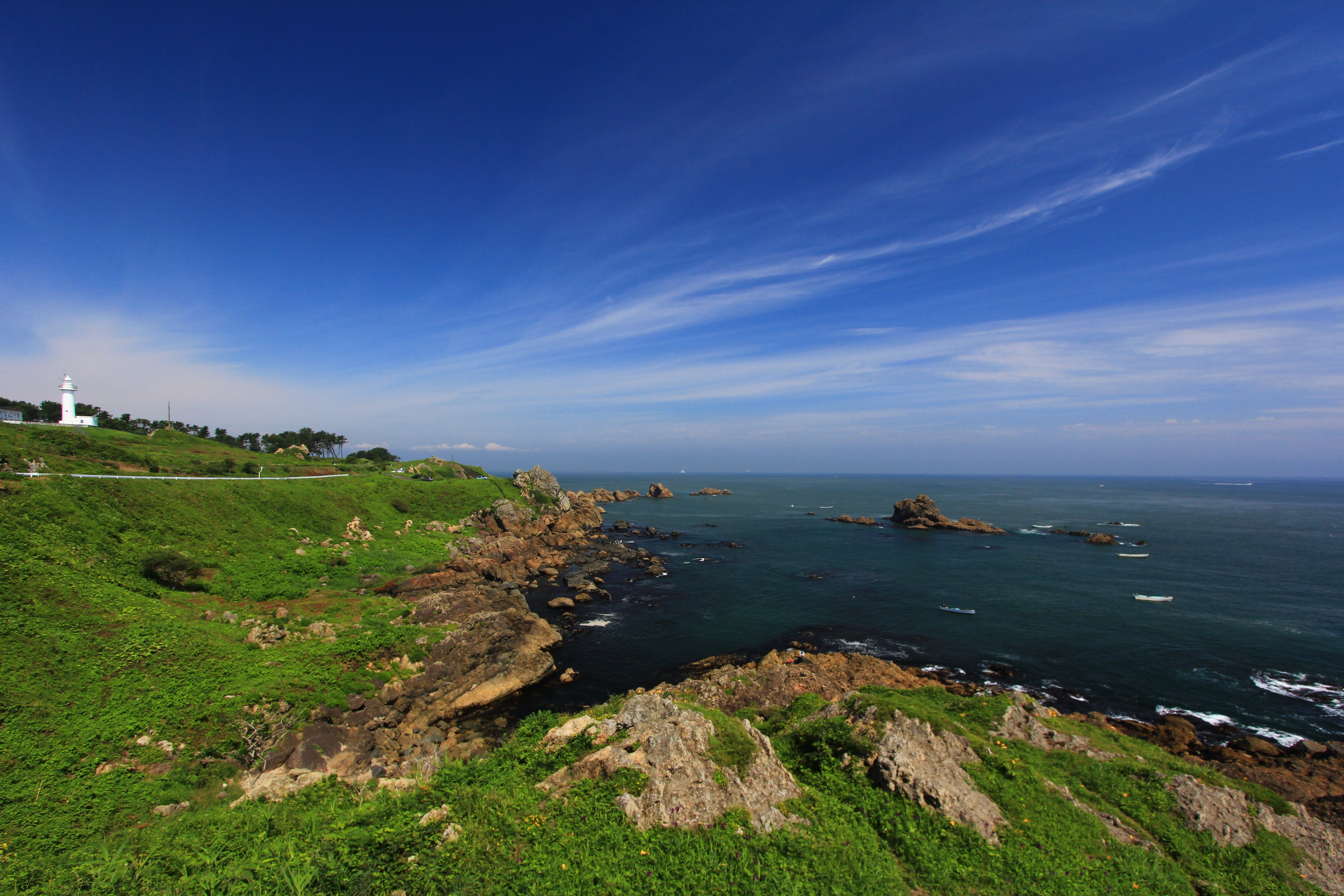
種差海岸

- 長七谷地貝塚〔市川町字長七谷地吹上〕縄文時代早期、国の史跡。
- 是川遺跡〔是川〕国の史跡。

縄文遺跡、出土品は八戸市埋蔵文化財センター 是川縄文館で展示、出土品は国宝や国の重要文化財に指定。
- 長七谷地貝塚 〔市川町字長七谷地吹上〕国の史跡、縄文時代早期の貝塚および集落遺跡。
- 丹後平古墳群〔根城字丹後平〕古墳100基前後と推定、国の史跡。

#### 中世
- 櫛引八幡宮〔八幡字八幡丁〕

本殿ほか：国の重要文化財
工芸品：国宝（赤糸威鎧兜、白糸威褄取鎧兜）、重要文化財（紫糸威肩白浅黄鎧兜、唐櫃入白糸威肩赤胴丸兜、兜浅黄威肩赤大袖二枚付）
- 根城（ねじょう）国の史跡

前述の八戸市博物館と隣接し、「史跡 根城の広場」として公開されている

#### 近世
- 八戸城角御殿表門 〔内丸〕県重宝、八戸城下の名残をとどめる唯一の遺構
- 餓死萬霊等供養塔および戒壇石 〔新井田字寺ノ上〕県史跡、対泉院にある天明の大飢饉の餓死者供養
- 一里塚（県史跡）

〔十日市天摩〕、〔南郷大字頃巻沢字長久保〕、〔南郷区市野沢字新田、中野字大久保〕、〔南郷大字大森字砂子崎、字林崎〕、慶長年間
- 長者山新羅神社 〔長者〕本殿、拝殿（県重宝）
- 清水寺 〔是川字中居〕観音堂は国の重要文化財 観音堂
- 大慈寺 〔松館、糠塚〕
- 南宗寺 〔長者〕山門（県重宝）

#### 近代
- 旧八戸小学講堂 〔八幡町八幡丁、櫛引八幡宮〕県重宝。明治14年竣工の木造擬洋風建築。
- 旧河内屋橋本合名会社〔八日町〕登録有形文化財。大正13年竣工。ゼセッション風木造近代建築、「ほこるや」として営業。
- 八戸酒造〔湊町本町〕登録有形文化財。青森県初の景観重要建造物に指定[40]
- 安藤昌益資料館〔八日町〕旧河内屋橋本合名会社の裏にある。
- 更上閣主屋〔本徒土町〕登録有形文化財。泉山家邸宅、近代和風建築、明治30年大正8年増築。
- 旧旭商会〔小中野〕登録有形文化財。大正6年頃、ルネッサンス風、再建へ。
- 新むつ旅館〔小中野〕
- 日本聖公会八戸聖ルカ教会会堂〔類家〕

### 文化展示施設
- 八戸市埋蔵文化財センター 是川縄文館〔是川〕
- 八戸市縄文学習館 是川考古館〔是川〕
- 八戸市水産科学館マリエント 〔鮫町字下松苗場〕
- 八戸市博物館 〔根城字東構〕登録博物館
- 八戸市美術館〔番町〕登録博物館
- 八戸市南郷歴史民俗資料館〔南郷区大字島守字小山田〕
- 八戸市立民俗史料収蔵庫（漁労用具関係）〔鮫町字大作平〕
- 櫛引八幡宮 国宝館
- 羽仁もと子記念館
- 洗心美術館
- 帆風美術館
- 八戸クラシックカーコレクション ツカハラミュージアム（冬季は休業）

### 観光拠点
- 八戸駅内うみねこプラザ（八戸市総合観光プラザ）
- 八戸ポータルミュージアムはっち〔三日町〕
- 八戸地域地場産業振興センター（ユートリー）
- 道の駅なんごう
- 山の楽校

### 公園・広場・運動施設
- 三八城公園（三八城神社、八戸城跡）
- 長根運動公園
  - 長根屋内スケート場(YSアリーナ八戸)
  - 長根公園アイスホッケーリンク
  - 八戸市民プール（長根プール）
  - 八戸市体育館
  - 八戸市相撲場
  - 八戸市武道館
  - 八戸市弓道場
  - 長根野球場
  - スポーツ研修センター
- 東運動公園
  - 八戸市東体育館
  - 八戸市東陸上競技場
  - 八戸東野球場
  - 八戸自転車競技場
- フラットアリーナ八戸
- 八戸公園
- 南部山健康運動公園
- 八太郎ヶ丘公園
- 新井田風の道公園
- 館鼻公園
- 新井田公園
- ファンタジードームはちのへ
- 長者まつりんぐ広場
- 八戸市多賀多目的運動場
- 八戸まちなか広場　マチニワ

### 祭り・催事
- 八戸えんぶり（重要無形民俗文化財）（2月中旬）
- 八戸三社大祭（重要無形民俗文化財、ユネスコ無形文化遺産）（7月末 - 8月上旬）
- 八戸小唄流し踊り（7月中旬）
- 八戸七夕祭り（7月中旬）中心街と湊町の2か所で開催）
- 騎馬打毬（重要無形民俗文化財）
- はちのへホコテン 中心商店街   5月〜10月（7月を除く）の毎月１回
- 南郷サマージャズフェスティバル（7月下旬）
- うみねこマラソン（5月上旬）

### スポット

#### 朝市・飲食
- 館鼻岸壁朝市
- 八戸夕暮れ市、長者朝市、まつりんぐ朝市
- 八戸ニュータウン朝市、街＆丘の朝市
- 陸奥湊駅前朝市
- 八食センター
- 八戸屋台村 みろく横丁
- 湊山手通り朝市

#### 展望台
- 八戸市庁10階展望回廊
- グレットタワーみなと（館鼻公園展望台）
- 葦毛崎展望台（ホロンバイル、小舟渡）
- 鷹巣展望台

#### 自然
- 蕪島〔鮫町字鮫〕

日本の音風景100選・ウミネコ繁殖地。国の天然記念物
- 大須賀海岸

離岸流のため遊泳はできないが鳴り砂で知られる海岸。
- 白浜海岸

　  環境省が選定した「快水浴場百選」に撰ばれた。
- 種差海岸（種差海岸インフォメーションセンター、芝亭）

三陸復興国立公園、国の名勝
- 長者山
- カヤの木 〔南郷大字島守字門前、高松寺〕県天然記念物 - 推定樹齢約500年
- 市民の森不習岳
- 世増ダム（青葉湖）

#### 路上
- 市庁前ロータリー

ヒマラヤスギがクリスマスイルミネーションで彩られる。
- 八太郎大橋
- 八戸大橋（夢の大橋）
- シーガルブリッジ
- ポートアイランド

## スポーツチーム

### サッカー
- ヴァンラーレ八戸 - 日本プロサッカーリーグ（Jリーグ）

### スケート・アイスホッケー
「氷都八戸」の歴史は1947年（昭和22年）の第1回冬季国体から始まったとされている。以来、冬季国体は2009年のみちのく国体まで過去11回八戸で行われた。また、アイスホッケーは1932年（昭和7年）の第3回全日本アイスホッケー選手権大会から始まり過去4回八戸で開催。60年ぶりの八戸開催となった2007年（平成19年）の第74回全日本アイスホッケー選手権大会は各地で行われた。1948年（昭和23年）の第16回全日本アイスホッケー選手権大会（盛岡）では八戸ホワイトベアが優勝を飾った。アジアリーグアイスホッケーのH.C. TOCHIGI 日光アイスバックス、廃部になったSEIBUプリンスラビッツなどにはゆかりの選手も多い。
- 主な地元チーム   
  - 東北フリーブレイズ
- 主な女子ホッケーチーム
  - 八戸レッズ、クリスタルブレイズ

- 主なジュニアホッケーチーム
  - 八戸ホワイトベアJr、八戸北Jr、八戸南Jr、八戸東Jr、八戸パイレーツJr
- 主なホッケー実業団
  - 八戸ブルースターズ（旧八戸市庁）、八戸信用金庫、YSアイスホッケー（吉田産業）、小中野フェニックス
- 主なスケートリンク
  - YSアリーナ八戸（八戸市長根スケートリンク）（長根運動公園内）、テクノルアイスパーク八戸（新井田インドアリンク）、フラットアリーナ
- 主なスケートリンク跡地
  - フットサルアリーナ八戸（東アイスアリーナ）、田名部記念アリーナ（南部山アイスアリーナ）（南部山健康運動公園内）、GODOアイスパレス

## 出身有名人

### あ行
- 愛（タレント、モデル、歌手）
- 亜衣雅（俳優〈宝塚歌劇団〉）
- 秋山皐二郎（第13 - 17代八戸市長）
- 浅坂武次（スピードスケート選手）
- 荒道好貴（元独立リーグ野球選手）
- 安藤麻貴（モデル）
- 池田修一（将棋棋士）
- 石橋春海（文筆家、ライター）
- 出雲八重子（女優）
- 市川笑也（歌舞伎役者）
- 伊調馨（アマチュアレスリング選手）
- 伊調千春（アマチュアレスリング選手）
- 伊庭晋太郎（漫画原作者）
- 岩岡徳兵衛（第9 - 11代八戸市長）
- 潮匡人（評論家）
- 内澤崇仁（音楽家、「androp」ボーカル・ギター）
- 内田俊宏（エコノミスト）
- 宇野常寛（評論家）
- 梅内恒夫（赤軍派）
- 梅内美華子（歌人）
- 上野みなみ（自転車競技選手）
- 上野由加里（青森放送アナウンサー）
- 大江戸よし々（声優）
- 大久保石松（競馬騎手・調教師）
- 大久保房松（競馬騎手・調教師）
- 大島理森（政治家、第76 - 77代衆議院議長）
- 大谷能生（音楽家、批評家）
- 小笠原健雄（フィギュアスケート選手）
- 小笠原嘉（元競輪選手）
- 小笠原牧子（フィギュアスケート選手）
- 小笠原義明（元競輪選手）
- 岡堀勉（元競輪選手）
- 小国英雄（映画監督・脚本家）
- 尾崎富士雄（プロボクサー）
- 小野ますのぶ（お笑い芸人、あどばるーん）
- 小原日登美（アマチュアレスリング選手）

### か行
- 勝生真沙子（声優）
- 桂小文治（落語家）
- 門脇孝（東京大学教授）
- 上沢沙織（バレーボール選手）
- 上村貢聖（ニッポン放送元アナウンサー）
- 川端秀子（作家、川端康成の妻）
- 神田重雄（第2 - 4代八戸市長）
- 神田潤一[41]（衆議院議員）
- 菊地陽子（アイドル歌手）
- 北城浩志（レコーディングエンジニア）
- 北向敏幸（NHKアナウンサー）
- 北村小松（劇作家、小説家、脚本家）
- 北山兼弘 （生態学者）
- 北山陽一（歌手、ゴスペラーズメンバー）
- 木村友祐（小説家）
- 木村洋二（社会学者）
- 京谷昭夫（元農林水産事務次官）
- 九月 (お笑い芸人)
- 久保百恵（八戸市議会議員、ローカルタレント）
- 熊谷雄一（八戸市長）
- 慶長佑香（声優）
- 呉勝浩（作家）
- 小井川潤次郎（民俗学者、郷土史家）
- 小泉公二 （NHK出版社長、テレビプロデューサー）
- 小島祐希（フリーアナウンサー）
- 小林眞（第22 - 25代八戸市長）
- ゴブリン（声優、ものまねタレント）
- 近藤喜衛（初代八戸市長）
- 近藤陽子（アイスホッケー選手）

### さ行
- 斉藤光政（ジャーナリスト）
- 坂頂達也（フィギュアスケート選手）
- 坂頂みなみ（フィギュアスケート選手）
- 坂本襟（アマチュアレスリング選手）
- 坂本貴史（競輪選手）
- 坂本真喜子（アマチュアレスリング選手）
- 桜沢菜々子 (元AV女優・ストリッパー)
- 佐々木さやか[42]（参議院議員）
- 佐々木剛(ラグビー選手)
- 佐々木信綱（作曲家）
- 差波優人（サッカー選手）
- 三条町子（歌手）
- 新山響平（競輪選手）
- 鈴木登紀子（料理研究家）
- 鈴木三成（弓道家）
- 住澤整[43]（財務官僚、第54代国税庁長官[44]）

### た行
- 大成道喜悌（元大相撲力士）
- 田頭勉（作曲家）
- タカチャ（シンガーソングライター）
- 高橋英則（声優）
- 高橋みのる（現代玩具作家）
- 滝沢求（参議院議員）
- 武田真紀（元青森朝日放送アナウンサー）
- 田澤廉（陸上競技選手）
- 橘杏（モデル、タレント）
- 田中愛智朗（内閣府官僚）
- 田中義剛（タレント）
- 田名部匡省（政治家、アイスホッケー選手）
- 田名部匡代（参議院議員）
- 種市桃子（声優）
- 玉樹真一郎（ゲームプランナー）
- 田村岳斗（フィギュアスケート選手・指導者）
- 千葉紗子（声優）
- 寺下岩蔵（政治家）
- 出町嘉明（スピードスケート選手）
- 天摩由貴（ゴールボール選手）
- 十日市秀悦（タレント）
- 富岡喜平（自転車競技選手）
- 富田隆（オウム真理教信徒）

### な行
- 中寒二（詩人）
- 中島美華（ローカルタレント）
- 中村寿文（第21代八戸市長）
- 中村隆司（実業家、日清製粉元社長）
- 波岡惣一郎（歌手）
- 新山大（お笑い芸人、あどばるーん）
- にしざわ学園（プロゲーマー、お笑い芸人、裏切りマンキーコング）
- 野里惇貴（バスケットボール選手）

### は行
- 橋本定五郎(医師、元埼玉県川越市長)
- 長谷川晋（外交官）
- 長谷部剛（日本経済新聞社社長）
- 花沢健吾（漫画家）
- 羽仁もと子（ジャーナリスト、日本初の女性新聞記者）
- 馬場葉子（ジャズピアニスト、エッセイスト）
- 原信子（オペラ歌手、スカラ座に所属した初の日本人）
- 響矢影男（元力士）
- 平沼日菜子（タレント）
- 福島蓮（プロ野球選手）
- 藤川優里（八戸市議会議員）
- フルカワミキ（元SUPERCAR、シンガーソングライター）
- FORT WAYNE
- 蛇口浩敬（実業家）

### ま行
- 前田長吉（競馬騎手）
- 松下正寿（政治学者、元立教大学総長）
- 松本コンチータ（AV女優）
- 松永ひと美[45]（演歌歌手）
- 三浦哲郎（作家）
- 三浦隆一（シンガーソングライター）
- 三杉磯拓也（元力士、現年寄峰崎）
- 水本豊（宮城テレビ放送元アナウンサー）
- 村田光弘（フィギュアスケート選手・指導者）
- 室井佑月（作家）
- 本村直樹（ラグビー選手）
- 森越康雄（教育者、元日教組委員長）

### や行
- 山内亮（第5代八戸市長）
- 山口真帆（女優、モデル）
- 山田隆之（脚本家）
- 山脇直司（哲学者、東京大学教授、八戸大使）
- ユアナ（蜉蝣）
- 横町ももこ（モデル、タレント）
- 吉田栄勝（アマチュアレスリング選手・指導者、吉田沙保里の父）
- 吉野志穂（漫画家）

### ら行
- 羅川真里茂（漫画家）
- 類家心平（ジャズトランペッター）

## ご当地アイドル
- シンデレラマジックEAST - 2017年結成
- pacchi - 2019年から八戸市内で活動

## ゆるキャラ・マスコット
- いかずきんズ　-　八戸市のゆるキャラ。
- イカドン　-　館鼻岸壁朝市のゆるキャラ。
- ヴァン太　-　サッカーチームヴァンラーレ八戸のマスコット。
- ブレイジー　-　アイスホッケーチーム東北フリーブレイズのマスコット。